# Joulův–Thomsonův jev
Joulův–Thomsonův jev je fyzikální děj, při kterém se při adiabatické expanzi do vakua přes pórovitou přepážku mění teplota plynu. Pro každý plyn (a daný tlak) existuje inverzní teplota; expanduje-li přes přepážku plyn s teplotou nižší než inverzní, dále se ochlazuje, naopak plyn s vyšší teplotou se zahřívá. Tento jev se využívá ke zkapalňování plynů.
Jev nese označení po svých objevitelích Williamu Thomsonovi (lordu Kelvinovi) (1824–1907) a Jamesi Prescottu Jouleovi (1818–1889).